# 熾愛琴人
《熾愛琴人》（英語：Behind the Candelabra）是一部2013年美國傳記劇情電視電影，由史蒂芬·索德柏執導、攝影和剪輯，理查·拉葛瑞夫尼斯編寫劇本，改編自史考特·索爾森和艾力克斯·托利弗森（Alex Thorleifson）合著的索爾森回憶錄《燭台背後：我與利伯拉契的生活》（1988年），講述鋼琴家利伯拉契過去十年的生活以及他與索爾森的關係。由麥克·道格拉斯飾演利伯拉契，麥特·戴蒙飾演索爾森。傑瑞·溫特勞勃擔任執行製片人。
電影於2013年5月21日在第66屆坎城影展舉行全球首映，並角逐金棕櫚獎。在美國，《熾愛琴人》於2013年5月26日HBO播出，而英國則於2013年6月7日院線上映。電影在影評界收穫正評居多，道格拉斯與戴蒙的表演受到肯定。該片為德琵·雷諾在2016年去世前最後亮相的銀幕角色。

## 剧情
1977年，18岁的斯科特·索尔森
（Scott Thorson）在好莱坞担任动物驯养员，在洛杉矶一家同性恋酒吧邂逅制片人鲍勃·布莱克（Bob Black）。在对方的鼓动下，他离开了养父母的家，寻求更高收入的工作。布莱克介绍他认识了著名钢琴家李伯拉契（Liberace），李伯拉契对这位年轻俊朗的男子一见钟情，并邀请他们到后台以及他在拉斯维加斯的豪宅做客。
索森注意到李伯拉契所养的一只狗出现短暂性失明，便凭借自己的兽医助理经验出手治疗。这次表现令李伯拉契印象深刻，于是雇佣索森成为他的“助理”，并让他在舞台上开着劳斯莱斯豪车为其出场伴驾。
随着关系升温，索森搬入李伯拉契家中，两人开始交往。索森自称是双性恋，李伯拉契则坦言自己虽尝试爱女人但只被男性吸引。作为一名虔诚的天主教徒，李伯拉契还讲述了自己年少时被装扮成修女的天使“神圣治愈”的神秘经历。
不久，李伯拉契开始试图将索森塑造成自己年轻版的模样。他要求整形医生杰克·斯塔茨（Dr. Jack Startz）对索森动手术以更接近自己的长相，甚至还打算收养索森为养子。斯塔茨开出减重药物，索森由此染上毒瘾，同时也对李伯拉契日益强势的控制欲感到不满，而李伯拉契出于公众形象考量拒绝公开两人的关系，这进一步加剧了矛盾。
到1982年，随着索森的毒瘾加剧、李伯拉契转而青睐更年轻的舞者凯瑞·詹姆斯（Cary James），两人的关系彻底破裂。李伯拉契提出开放式关系，索森陷入猜疑与暴怒，最终被赶出家门。
不甘心的索森雇佣律师向李伯拉契提起诉讼，索赔一亿美元的赡养费（palimony）。1984年，分手费诉讼开庭，索森详细描述两人的五年同居经历，而李伯拉契则全面否认有性关系。最终，索森接受和解方案，获得7.5万美元、三辆汽车和三只宠物狗。
1986年12月，李伯拉契致电索森，表示自己病重，并邀请他前往棕榈泉相见。两人最后一次会面情感真挚，不久后李伯拉契于1987年2月病逝，死因被证实为艾滋病。索森参加了李伯拉契的葬礼，脑海中浮现起李伯拉契在天堂载歌载舞、吊着威亚升空的最后演出画面。

## 演員
- 麥克·道格拉斯飾演利伯拉契
- 麥特·戴蒙飾演史考特·索爾森
- 丹·艾克洛德飾演西摩·海勒（英语：Seymour Heller）
- 史考特·巴庫拉（英语：Scott Bakula）飾演鮑勃·布萊克
- 罗伯·劳飾演傑克·史塔茲醫生
- 德琵·雷諾飾演弗朗西絲·利伯拉契（Frances Liberace）
- 湯姆·帕帕（英语：Tom Papa）飾演雷·阿奈特（英语：Ray Arnett）
- 波伊德·霍布魯克飾演加里·詹姆斯
- 尼基·凱特飾演Y先生（Mr. Y）
- 大衛·柯屈納飾演收養律師
- 夏恩·傑克遜飾演比利·萊瑟伍德（Billy Leatherwood）
- 保羅·萊瑟飾演費爾德先生（Mr. Felder）
- 佩吉·金（英语：Peggy King）飾演電視歌手[5]

## 制作

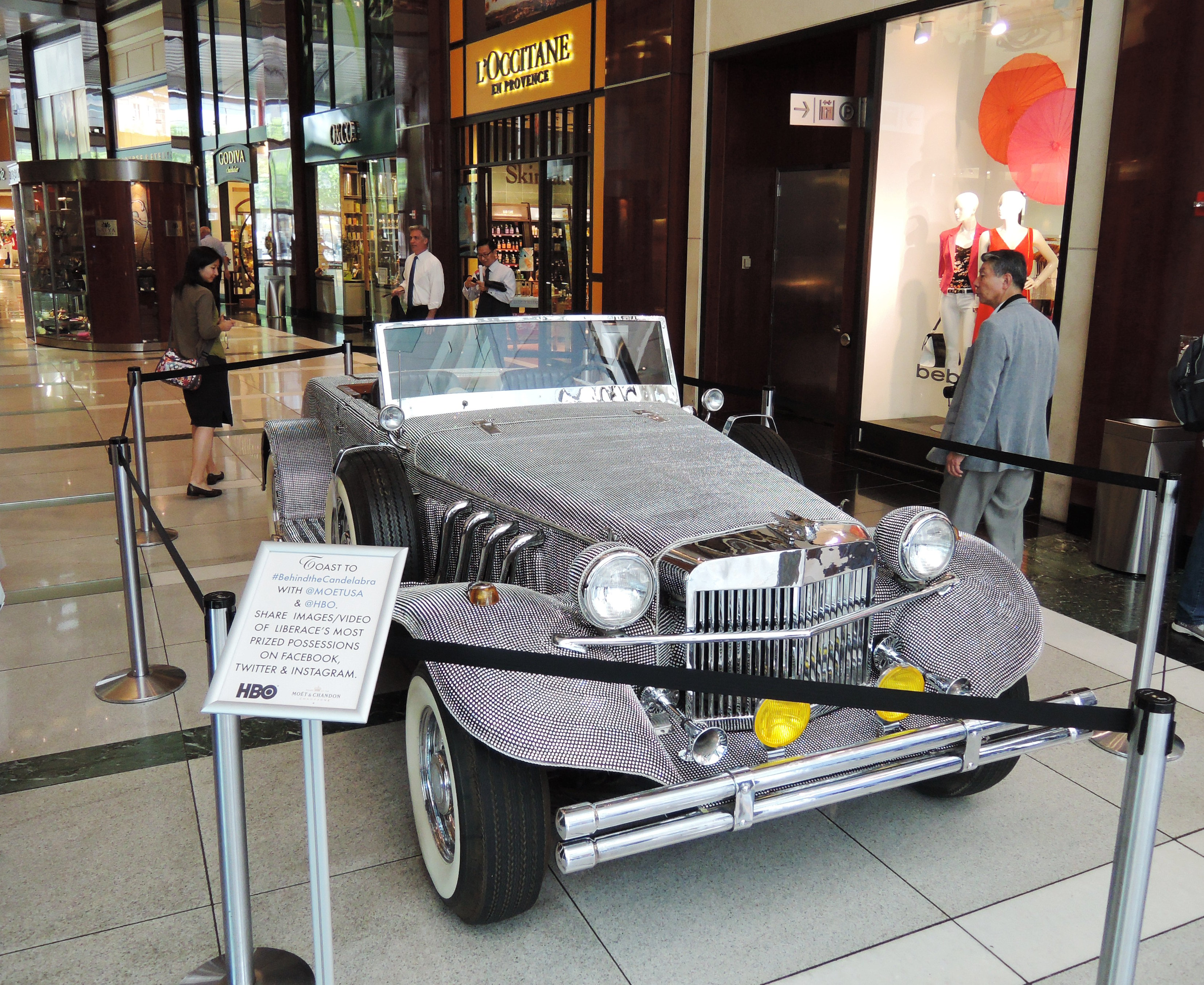
利伯拉斯镶嵌水钻的Excalibur汽车，用于影片制作

早在1999年，制作人凯瑞·伍兹就购入了Jason Friedberg和Aaron Seltzer编写的一部剧本，首次启动有关李伯拉契传记电影的开发工作。

导演史蒂文·索德伯格在拍摄《毒品网络》（2000年）期间首次与迈克尔·道格拉斯探讨拍摄李柏拉斯题材电影的可能性，但当时难以找到一个与传统传记片不同的叙事角度。 直到2008年夏天，索德伯格才联络编剧Richard LaGravenese，提出改编斯科特·索尔森回忆录《《烛台之后：我与李柏拉斯的生活》
》的想法。
2008年9月，影片正式官宣，马特·达蒙即将出演索尔森，而道格拉斯正洽谈饰演李柏拉斯。
隔年，道格拉斯确认出演李柏拉斯，与达蒙搭档。
由于多家好莱坞制片厂认为该片“太同性恋”，索德伯格在后续几年内难以筹资，项目多次搁浅。

最终，该项目由HBO电影接手，影片于2012年用时30天完成拍摄，预算为2300万美元。

## 评价

### 专业评价
本片获得了评论界的一致好评。评论聚合网站烂番茄根据108位影评人的评价给予94%的新鲜度，平均得分为8.1/10。该网站的评价共识写道：“本片在亲切表达之余不失诚实，迈克尔·道格拉斯与马特·达蒙的精彩演出，加之史蒂文·索德伯格一如既往的锐利执导，使《烛台之后》成就斐然。”
Metacritic根据30篇主流媒体评论打出加权平均分83分（满分100分）。
《卫报》的彼得·布拉德肖为该片打出四星（满分五星），并表示：“作为一部黑色喜剧，也作为一幅关于名人孤独的肖像，《烛台之后》风格独特、效果出色，道格拉斯与达蒙的演出极具娱乐性。”

### 收视率
本片于2013年5月26日首次在美国HBO频道播出，吸引了240万观众收看。紧接着的重播又吸引了110万观众，总收视人数达到350万。
该片成为自2004年以来HBO电视电影中收视率最高的一部。

### 票房
本片在少数国家和地区进行影院发行，票房收入达到1330万美元。

## 備註
1. ↑  掛名為彼得·安德斯。
2. ↑  掛名為瑪利·安·伯納德。

## 外部連結
- 互联网电影数据库（IMDb）上《熾愛琴人》的资料（英文）
- 爛番茄上《熾愛琴人》的資料（英文）
- Metacritic上《熾愛琴人》的資料